# أحمد يالجن قايا
 أحمد يالجن قايا (بالتركية: Ahmet Yalçınkaya)‏ هو شاعر تركي معاصر. ولد في شهر ديسمبر 1963 بمدينة غيرسون في تركيا.

## حياته
أتم تعليمه الابتدائي والإعدادي بـ ألمانيا؛ أما تعليمه الثانوي فلقد أتمه في إسطنبول. درس العديد من العلوم مثل (الاستثمار، وعلم الإدارة، والهندسة وعلم صناعه المنسوجات) وذلك في العديد من الجامعات الكبرى مثل (جامعة روتجرس، جامعة الاناضول، جامعة البوغازايجي، الجامعة التقنية باسطنبول ومعهد نامانجان للاقتصاد الهندسي). عمل بمجال الإدارة في العديد من المجالات المختلفة. وكذلك كان عضوًا بهيئة التدريس بمعهد «نامانجان» للعلوم الهندسية أوزباكستان.
ترعرع بألمانيا، وأتم المرحلة الثانوية بها، وتعلم في تركيا وكتب في الولايات المتحدة الأمريكية وعمل في أوزباكستان، عاد مؤخرًا إلى مسقط رأسه تركيا ليمارس عمله بمجال الإدارة في الحقل الهندسي.

## كتبه
نشر العديد من الكتابات والتراجم والأشعار والمقالات والرسائل العلمية في العديد من المجلات والصحف المصرية والإنجليزية والألمانية والتركية مثل " Yosh Kuch, Das Licht, Impact, Al-Ahram Weekly, Zaman Vahdet, Mavera, Kırağı, Endülüs, " وحصل على العديد من الجوائز.
عمل يالجن قايا وكيلًا لمجلة (كراغي، Kırağı) الشعرية في الفترة بين عامب 1995 و1997، كما شغل وظيفة رئاسة تحرير مجلة الأندلس في الفترة بين عامب 1997 و1998.

## أعماله
- أشعار الليل، (Poems of Night ،2005): وهي بعض من مختارات الأشعار التي طبعت مع ريجرد ميلدستون.
- قطرات من الجغرافيا الدموية (مورسويل،2006): وهي عبارة عن قصيدة، وهي من الأشعار المترجمة.
- في«مياه الشوق»: كتاب شعري وهو عباره عن (مختارات شعرية).
- دموع قلبى: كتاب وهو عبارة عن أشعار مختارة باللغة الأوزبكية، تاشكنت، 2001.
- الشعر الذي بقى يتيما (إسطنبول،2001)
- لايوجد مكان بالجبل
- له العديد من الأبحاث في مجال الهندسة مثل
  - استخدام المنتجات الغازية ("مشروع، إسطنبول، مطبوع، مورسويل، 2005).
  - استخدام ديناميكية الإنسان الآلى" وهو عبارة عن (بحث، إسطنبول، 1991، مطبوع، نامانجان، 2005)